# Критическая педагогика
Критическая педагогика —  философия образования и социальное движение, основанные на  применении критической теории в области образования. Сторонники критической педагогики рассматривают преподавание как изначально политический акт, отвергают нейтральность знаний и настаивают на том, что вопросы социальной справедливости и демократии неотделимы от  преподавания и обучения . Целью критической педагогики является  пробуждение критического сознания, основанного на концепции conscientização, разработанной Пауло Фрейре.